# Secagem
Secagem é uma operação de transferência de massa envolvendo a remoção de umidade (água) ou outro solvente de um sistema sólido ou semi-sólido. Líquidos podem ser removidos de sólidos mecanicamente através de prensas ou centrífugas e por vaporização térmica. O termo secagem se refere apenas a este último - a remoção mecânica de umidade é geralmente denominada desidratação mecânica. Da mesma maneira, a simples evaporação de uma solução, sem o auxílio de uma corrente de gás para arrastar a umidade não é considerada secagem.
O processo de secagem é objeto de intensos estudos acadêmicos e industriais, sendo que existe um periódico científico específico para a área.

## Equilíbrio
A umidade contida em um sólido ou numa solução líquida exerce uma pressão de vapor que depende da natureza da umidade, do sólido e da temperatura. Em contato com uma fase gasosa contendo um vapor com pressão parcial p, o sólido irá perder ou retirar umidade do ar até que a pressão parcial da umidade no sólido seja igual a p.
A umidade pode estar presente no sólido de diversas maneiras. A água pode estar adsorvida nas paredes celulares ou estruturas sólidas, em solução dentro das células ou em pequenos poros dentro do material. Esta umidade é denominada umidade ligada e exerce uma pressão de vapor menor que a pressão de vapor da água líquida pura. A água também pode estar presente sobre a superfície do sólido, ou em grandes cavidades dentro do sólido, de modo que sua pressão de vapor seja igual à pressão da água líquida; essa umidade é denominada umidade não-ligada.

## Secadores
| Categoria              | Classificação |  |
| Modo de Operação       | Batelada / semi-batelada: operação intermitente ou cíclica, regime não permanente; Contínuo: regime permanente, alimentação ininterrupta. |  |
| Fonte de calor         | Diretos: calor fornecido pelo gás de secagem; Indiretos: calor fornecido por outro meio, por exemplo: condução, radiação, campo elétrico de alta freqüência, microondas. |  |
| Natureza do sólido     | Sólidos rígidos; Sólidos flexíveis / filmes; Material particulado; Pastas / soluções. |  |
| Condições operacionais | Pressão de operação: atmosférica ou vácuo; Fluxo de gás: nenhum, concorrente, contracorrente, complexo; Fluxo de sólidos: estacionário, misturado, plug-flow ou complexo; Meio de transporte: estacionário, mecânico, arraste, combinado; Mistura do sólido: sem mistura, agitação mecânica, rolo, arraste. |  |
| Atributos especiais    | Capacidade; Tamanho de partícula; Faixa de operação de temperatura e aquecimento; Possibilidade de comportar sólidos adesivos ou pastas; Tamanho do equipamento; Manutenção / partes móveis; Fluxograma / fechado ou aberto.                                                                                |  |

### Secadores em batelada
Bandejas: Dentre os secadores em batelada, o secador de bandejas é o representante mais comum. Estes secadores são utilizados quando o sólido precisa ser suportado por bandejas, que por sua vez são posicionadas dentro de uma câmara fechada. O gás de secagem é circulado pela câmara e passa por entre as bandejas e, eventualmente, através delas (o que aumenta a eficiência da secagem). Além de ar, outros agentes secadores podem ser utilizados, como gases inertes (e.g. nitrogênio) e vapor superaquecido.
Vácuo: secadores a vácuo são semelhantes aos secadores de bandejas na sua construção. No entanto, duas diferenças básicas são notáveis: a câmara deve ser hermeticamente fechada e sem circulação de gás; sem o gás de secagem, calor deve ser fornecido ao material por outro meio, como condução através do aquecimento dos suportes ou radiação.
Liofilização: é utilizada para substâncias que não suportam altas temperaturas como alimentos e fármacos. O material é congelado e colocado em uma câmara a vácuo, onde a umidade é sublimada e retirada normalmente por uma bomba de vácuo. Semelhantemente ao caso da secagem a vácuo, o maior desafio é como fornecer o calor para a sublimação da água. Normalmente, calor é fornecido por condução, radiação ou aquecimento dielétrico.